# مارك أ. كارلتون
مارك أ. كارلتون (بالإنجليزية: Mark A. Carleton) هو أخصائي فطريات وعالم نبات أمريكي، ولد في 7 مارس 1866 في مقاطعة منرو في الولايات المتحدة، وتوفي في 25 أبريل 1925 في بايتا في بيرو.